# James Rebhorn
James Robert Rebhorn (Filadélfia, Pensilvânia, 1 de Setembro de 1948 – 21 de Março de 2014) foi um actor americano que apareceu em mais de 100 programas de televisão, filmes e peças teatrais.

## Vida pessoal
Nascido em Filadélfia, Pensilvânia, Rebhorn mudou-se para Anderson, Indiana em criança. Devoto Luterano, estudou ciência política na Universidade Wittenberg em Springfield, Ohio. Richard S. Huffman foi um dos seus instrutores e dirigiu-o em um papel principal em Lisístrata de Aristófanes. Enquanto estava lá, foi membro da fraternidade Lambda Chi Alpha. Depois de se formar em 1970, Rebhorn mudou-se para Nova Iorque, Nova Iorque onde fez um mestrado em Belas Artes em actuação a partir da Escola de Artes da Universidade Columbia e ingressou na cena teatral metropolitana. Residiu em South Orange, New Jersey. Morreu em sua casa, a 21 de março de 2014, aos 65 anos.